# Pseudomys patrius
Pseudomys patrius és una espècie de mamífer rosegador de la família dels múrids. És endèmic d'Austràlia. El seu hàbitat natural són les zones rocoses amb boscos secs, oberts i amb un sotabosc dominat per l'herba. És una espècie en risc mínim, és a dir, no sembla que hi hagi cap amenaça significativa per a la seva supervivència. El seu nom específic, patrius, significa ‘patri’ en llatí.